# Traian Gherguța
Traian Gherguța (Gerguția) (n. 11 iulie 1880, Doman, Caraș-Severin, - d. ?) a fost un deputat în Marea Adunare Națională de la Alba Iulia, organismul legislativ reprezentativ al „tuturor românilor din Transilvania,  Banat și Țara Ungurească”, cel care a adoptat hotărârea privind Unirea Transilvaniei cu România la 1 decembrie 1918.
Traian Gerguția s-a născut în localitatea Doman, județul Caraș-Severin, la 11 iulie 1880. Era de confesiune ortodoxă. A studiat la medicina la Universitatea din Budapesta între 1901-1905. La 26 octombrie 1906 a obținut doctoratul în medicină, la aceeași universitate.
A participant la Marea Adunare Națională de la Alba Iulia  drept delegat cu credențional, fiind titular din partea Cercului Biserica Albă, localitate în care își avea domiciliul (astăzi comuna Bela Crkva, Republica Serbia).
În acest moment, nu se cunosc alte informații biografice despre el.